# Oekraïne op de Paralympische Zomerspelen 2020
Oekraïne was een van de landen die deelnam aan de Paralympische Zomerspelen 2020 in Tokio, Japan.

## Medailleoverzicht
| Atletiek    | Maksym Koval                           | Kogelstoten, F20 (m)                   | Goud   |  |  |
| Atletiek    | Anastasiia Moskalenko                  | Kogelstoten, F32 (v)                   | Goud   |  |  |
| Atletiek    | Zoia Ovsii                             | Kegelwerpen, F51 (v)                   | Goud   |  |  |
| Atletiek    | Mariia Pomazan                         | Kogelstoten, F35 (v)                   | Goud   |  |  |
| Atletiek    | Vladyslav Zahrebelnyi                  | Verspringen, T37 (m)                   | Goud   |  |  |
| Atletiek    | Olga Zubkovska                         | Verspringen, T12 (v)                   | Goud   |  |  |
| Bankdrukken | Mariana Shevchuk                       | -55 kg (v)                             | Goud   |  |  |
| Kanovaren   | Serhii Yemelianov                      | Eenpersoons kayak, KL3 (m)             | Goud   |  |  |
| Roeien      | Roman Polianskyi                       | Eenpersoons skull, PR1M1x (m)          | Goud   |  |  |
| Tafeltennis | Maryna Lytovchenko                     | Enkelspel, C6 (v)                      | Goud   |  |  |
| Zwemmen     | Yevheniy Bohodayko                     | 100 m schoolslag, SB6 (m)              | Goud   |  |  |
| Zwemmen     | Denys Dubrov                           | 200 m individuele wisselslag, SM8 (m)  | Goud   |  |  |
| Zwemmen     | Maksym Krypak                          | 100 m vrije slag, S10 (m)              | Goud   |  |  |
| Zwemmen     | Maksym Krypak                          | 400 m vrije slag, S10 (m)              | Goud   |  |  |
| Zwemmen     | Maksym Krypak                          | 100 m rugslag, S10 (m)                 | Goud   |  |  |
| Zwemmen     | Maksym Krypak                          | 100 m vlinderslag, S10 (m)             | Goud   |  |  |
| Zwemmen     | Maksym Krypak                          | 200 m individuele wisselslag, SM10 (m) | Goud   |  |  |
| Zwemmen     | Yelyzaveta Mereshko                    | 50 m vrije slag, S6 (v)                | Goud   |  |  |
| Zwemmen     | Yelyzaveta Mereshko                    | 100 m schoolslag, SB5 (v)              | Goud   |  |  |
| Zwemmen     | Denys Ostapchenko                      | 200 m vrije slag, S3 (m)               | Goud   |  |  |
| Zwemmen     | Mykhailo Serbin                        | 100 m rugslag, S11 (m)                 | Goud   |  |  |
| Zwemmen     | Annat Stetsenko                        | 400 m vrije slag, S13 (v)              | Goud   |  |  |
| Zwemmen     | Andrii Trusov                          | 50 m vrije slag, S7 (m)                | Goud   |  |  |
| Zwemmen     | Andrii Trusov                          | 100 m rugslag, S7 (m)                  | Goud   |  |  |
|             |                                        |                                        |        |  |  |
| Atletiek    | Vladyslav Bilyi                        | Speerwerpen, F38 (m)                   | Zilver |  |  |
| Atletiek    | Oxana Boturchuk Gids: Mykyta Barabanov | 100 m, T12 (v)                         | Zilver |  |  |
| Atletiek    | Oxana Boturchuk Gids: Mykyta Barabanov | 200 m, T12 (v)                         | Zilver |  |  |
| Atletiek    | Oxana Boturchuk Gids: Mykyta Barabanov | 400 m, T12 (v)                         | Zilver |  |  |
| Atletiek    | Liudmyla Danylina                      | 1500 m, T20 (v)                        | Zilver |  |  |
| Atletiek    | Roman Danyliuk                         | Kogelstoten, F12 (m)                   | Zilver |  |  |
| Atletiek    | Nataliia Kobzar                        | 400 m, T37 (v)                         | Zilver |  |  |
| Atletiek    | Iana Lebiedieva                        | Discuswerpen, F53 (v)                  | Zilver |  |  |
| Atletiek    | Anastasiia Moskalenko                  | Kegelwerpen, F32 (v)                   | Zilver |  |  |
| Atletiek    | Anastasiia Mysnyk                      | Kogelstoten, F20 (v)                   | Zilver |  |  |
| Atletiek    | Yuliia Shuliar                         | 400 m, T20 (v)                         | Zilver |  |  |
| Atletiek    | Ihor Tsvietov                          | 100 m, T35 (m)                         | Zilver |  |  |
| Atletiek    | Ihor Tsvietov                          | 200 m, T35 (m)                         | Zilver |  |  |
| Atletiek    | Oleksandr Yarovyi                      | Kogelstoten, F20 (m)                   | Zilver |  |  |
| Atletiek    | Mykola Zhabnyak                        | Discuswerpen, F37 (m)                  | Zilver |  |  |
| Bankdrukken | Nataliia Oliinyk                       | -79 kg (v)                             | Zilver |  |  |
| Judo        | Iryna Husieva                          | -63 kg (v)                             | Zilver |  |  |
| Kanovaren   | Maryna Mazhula                         | Eenpersoons kayak, KL1 (v)             | Zilver |  |  |
| Kanovaren   | Mykola Syniuk                          | Eenpersoons kayak, KL2 (m)             | Zilver |  |  |
| Schermen    | Olena Fedota                           | Sabel individueel, categorie B (v)     | Zilver |  |  |
| Schermen    | Artem Manko                            | Sabel individueel, categorie A (m)     | Zilver |  |  |
| Schermen    | Nataliia Morkvych                      | Floret individueel, categorie A (v)    | Zilver |  |  |
| Schermen    | Team                                   | Degen, team (v)                        | Zilver |  |  |
| Schietsport | Andrii Doroshenko                      | 10 m luchtgeweer, staand SH1 (m)       | Zilver |  |  |
| Schietsport | Vasyl Kovalchuk                        | 10 m luchtgeweer, liggend SH2 (g)      | Zilver |  |  |
| Tafeltennis | Viktor Didukh                          | Enkelspel, C8 (m)                      | Zilver |  |  |
| Tafeltennis | Team                                   | Team, C8 (m)                           | Zilver |  |  |
| Wielrennen  | Yehor Dementyev                        | Wegwedstrijd, C4-5 (m)                 | Zilver |  |  |
| Wielrennen  | Yehor Dementyev                        | Tijdrit, C5 (m)                        | Zilver |  |  |
| Zwemmen     | Oleksii Fedyna                         | 100 m schoolslag, SB12 (m)             | Zilver |  |  |
| Zwemmen     | Kyrylo Garashchenko                    | 400 m vrije slag, S13 (m)              | Zilver |  |  |
| Zwemmen     | Kateryna Istomina                      | 100 m rugslag, S8 (v)                  | Zilver |  |  |
| Zwemmen     | Sergii Klippert                        | 100 m rugslag, S12 (m)                 | Zilver |  |  |
| Zwemmen     | Anton Kol                              | 50 m rugslag, S1 (m)                   | Zilver |  |  |
| Zwemmen     | Anton Kol                              | 100 m rugslag, S1 (m)                  | Zilver |  |  |
| Zwemmen     | Maksym Krypak                          | 50 m vrije slag, S10 (m)               | Zilver |  |  |
| Zwemmen     | Yelyzaveta Mereshko                    | 400 m vrije slag, S6 (v)               | Zilver |  |  |
| Zwemmen     | Yelyzaveta Mereshko                    | 200 m individuele wisselslag, SM6 (v)  | Zilver |  |  |
| Zwemmen     | Denys Ostapchenko                      | 50 m rugslag, S3 (m)                   | Zilver |  |  |
| Zwemmen     | Mykhailo Serbin                        | 200 m individuele wisselslag, SM11 (m) | Zilver |  |  |
| Zwemmen     | Viktor Smyrnov                         | 100 m rugslag, S11 (m)                 | Zilver |  |  |
| Zwemmen     | Andrii Trusov                          | 400 m vrije slag, S7 (m)               | Zilver |  |  |
| Zwemmen     | Andrii Trusov                          | 50 m vlinderslag, S7 (m)               | Zilver |  |  |
| Zwemmen     | Andrii Trusov                          | 200 m individuele wisselslag, SM7 (m)  | Zilver |  |  |
| Zwemmen     | Maksym Veraksa                         | 100 m vrije slag, S12 (m)              | Zilver |  |  |
| Zwemmen     | Oleksii Virchenko                      | 100 m vlinderslag, S13 (m)             | Zilver |  |  |
| Zwemmen     | Illia Yaremenko                        | 50 m vrije slag, S13 (m)               | Zilver |  |  |
|             |                                        |                                        |        |  |  |
| Atletiek    | Zoia Ovsii                             | Discuswerpen, F53 (v)                  | Brons  |  |  |
| Atletiek    | Yuliia Pavlenko                        | Verspringen, T11 (v)                   | Brons  |  |  |
| Atletiek    | Roman Pavlyk                           | Verspringen, T36 (m)                   | Brons  |  |  |
| Judo        | Yuliya Halinska                        | -48 kg (v)                             | Brons  |  |  |
| Judo        | Rufat Mahomedov                        | -73 kg (m)                             | Brons  |  |  |
| Judo        | Oleksandr Nazarenko                    | -90 kg (m)                             | Brons  |  |  |
| Judo        | Nataliya Nikolaychyk                   | -52 kg (v)                             | Brons  |  |  |
| Schermen    | Yevheniia Breus                        | Sabel individueel, categorie A (v)     | Brons  |  |  |
| Schietsport | Oleksii Denysiuk                       | 25 m pistool, SH1 (g)                  | Brons  |  |  |
| Schietsport | Vasyl Kovalchuk                        | 50 m geweer, liggend SH2 (g)           | Brons  |  |  |
| Schietsport | Iryna Shchetnik                        | 10 m luchtgeweer, staand SH1 (v)       | Brons  |  |  |
| Schietsport | Iryna Shchetnik                        | 10 m luchtgeweer, liggend SH1 (g)      | Brons  |  |  |
| Tafeltennis | Ivan Mai                               | Enkelspel, C9 (m)                      | Brons  |  |  |
| Tafeltennis | Maxym Nikolenko                        | Enkelspel, C8 (m)                      | Brons  |  |  |
| Tafeltennis | Team                                   | Team, C9-10 (m)                        | Brons  |  |  |
| Wielrennen  | Yehor Dementyev                        | Individuele achtervolging, C5 (m)      | Brons  |  |  |
| Zwemmen     | Yana Berezhna                          | 100 m schoolslag, SB11 (v)             | Brons  |  |  |
| Zwemmen     | Yevheniy Bohodayko                     | 50 m vrije slag, S7 (m)                | Brons  |  |  |
| Zwemmen     | Denys Dubrov                           | 100 m vlinderslag, S8 (m)              | Brons  |  |  |
| Zwemmen     | Anna Hontar                            | 50 m vrije slag, S6 (v)                | Brons  |  |  |
| Zwemmen     | Vasyl Krainyk                          | 200 m individuele wisselslag, SM14 (m) | Brons  |  |  |
| Zwemmen     | Yaryna Matlo                           | 100 m schoolslag, SB12 (v)             | Brons  |  |  |
| Zwemmen     | Yelyzaveta Mereshko                    | 100 m vrije slag, S7 (v)               | Brons  |  |  |
| Zwemmen     | Denys Ostapchenko                      | 50 m vrije slag, S3 (m)                | Brons  |  |  |
| Zwemmen     | Maksym Veraksa                         | 50 m vrije slag, S13 (m)               | Brons  |  |  |
| Zwemmen     | Team                                   | 4 x 100 m vrije slag, 34 punten (m)    | Brons  |  |  |
| Zwemmen     | Team                                   | 4 x 100 m vrije slag, 49 punten (g)    | Brons  |  |  |

## Deelnemers en resultaten
(m) = mannen, (v) = vrouwen, (g) = gemengd 

### Atletiek

#### Baanonderdelen
| Atleet                                 | Onderdeel       | Series              | Series              | Halve finale        | Halve finale        | Finale              | Finale              |
| Atleet                                 | Onderdeel       | Resultaat           | Rang                | Resultaat           | Rang                | Resultaat           | Rang                |
| -------------------------------------- | --------------- | ------------------- | ------------------- | ------------------- | ------------------- | ------------------- | ------------------- |
| Oleksandr Lytvynenko                   | 100 m, T36 (m)  | 0:13.01             | 13e                 | Niet van toepassing | Niet van toepassing | Niet gekwalificeerd | Niet gekwalificeerd |
| Yaroslav Okapinskyi                    | 200 m, T37 (m)  | 0:24.15             | 10e                 | Niet van toepassing | Niet van toepassing | Niet gekwalificeerd | Niet gekwalificeerd |
| Yaroslav Okapinskyi                    | 400 m, T37 (m)  | Niet van toepassing | Niet van toepassing | Niet van toepassing | Niet van toepassing | 0:52.49             | 6e                  |
| Roman Pavlyk                           | 100 m, T36 (m)  | 0:12.58             | 9e                  | Niet van toepassing | Niet van toepassing | Niet gekwalificeerd | Niet gekwalificeerd |
| Ihor Tsvietov                          | 100 m, T35 (m)  | Niet van toepassing | Niet van toepassing | Niet van toepassing | Niet van toepassing | 0:11.47             | Zilver              |
| Ihor Tsvietov                          | 200 m, T35 (m)  | Niet van toepassing | Niet van toepassing | Niet van toepassing | Niet van toepassing | 0:23.25             | Zilver              |
| Pavlo Voluikevych                      | 1500 m, T20 (m) | Niet van toepassing | Niet van toepassing | Niet van toepassing | Niet van toepassing | 4:05.75             | 13e                 |
| Vladyslav Zahrebelnyi                  | 100 m, T37 (m)  | 0:11.77             | 9e                  | Niet van toepassing | Niet van toepassing | Niet gekwalificeerd | Niet gekwalificeerd |
|                                        |                 |                     |                     |                     |                     |                     |                     |
| Leilia Adzhametova                     | 100 m, T13 (v)  | 0:12.38             | 5e                  | Niet van toepassing | Niet van toepassing | 0:12.37             | 6e                  |
| Leilia Adzhametova                     | 400 m, T13 (v)  | Niet gestart        | DNS                 | Niet van toepassing | Niet van toepassing | Niet gekwalificeerd | Niet gekwalificeerd |
| Oxana Boturchuk Gids: Mykyta Barabanov | 100 m, T12 (v)  | 0:12.04             | 2e                  | 0:12.28             | 2e                  | 0:12.03             | Zilver              |
| Oxana Boturchuk Gids: Mykyta Barabanov | 200 m, T12 (v)  | 0:24.85             | 2e                  | Niet van toepassing | Niet van toepassing | 0:24.48             | Zilver              |
| Oxana Boturchuk Gids: Mykyta Barabanov | 400 m, T12 (v)  | 0:56.49             | 2e                  | Niet van toepassing | Niet van toepassing | 0:55.33             | Zilver              |
| Liudmyla Danylina                      | 1500 m, T20 (v) | Niet van toepassing | Niet van toepassing | Niet van toepassing | Niet van toepassing | 4:32.82             | Zilver              |
| Nataliia Kobzar                        | 100 m, T37 (v)  | 0:13.85             | 6e                  | Niet van toepassing | Niet van toepassing | 0:13.78             | 6e                  |
| Nataliia Kobzar                        | 200 m, T37 (v)  | 0:28.22             | 6e                  | Niet van toepassing | Niet van toepassing | 0:27.92             | 5e                  |
| Nataliia Kobzar                        | 400 m, T37 (v)  | Niet van toepassing | Niet van toepassing | Niet van toepassing | Niet van toepassing | 1:01.47             | Zilver              |
| Yuliia Shuliar                         | 400 m, T20 (v)  | 0:57.58             | 2e                  | Niet van toepassing | Niet van toepassing | 0:56.18             | Zilver              |
| Alina Terekh                           | 100 m, T37 (v)  | 0:14.58             | 10e                 | Niet van toepassing | Niet van toepassing | Niet gekwalificeerd | Niet gekwalificeerd |
| Alina Terekh                           | 200 m, T37 (v)  | 0:29.40             | 9e                  | Niet van toepassing | Niet van toepassing | Niet gekwalificeerd | Niet gekwalificeerd |
| Alina Terekh                           | 400 m, T37 (v)  | Niet van toepassing | Niet van toepassing | Niet van toepassing | Niet van toepassing | 1:05.96             | 4e                  |

#### Veldonderdelen
| Paralympiër           | Onderdeel             | Resultaat | Prestatie |
| --------------------- | --------------------- | --------- | --------- |
| Vladyslav Bilyi       | Speerwerpen, F38 (m)  | Zilver    | 55.34     |
| Roman Danyliuk        | Kogelstoten, F12 (m)  | Zilver    | 16.53     |
| Oleksandr Doroshenko  | Speerwerpen, F38 (m)  | 5e        | 54.07     |
| Maksym Koval          | Kogelstoten, F20 (m)  | Goud      | 17.34     |
| Oleksandr Lytvynenko  | Verspringen, T36 (m)  | 7e        | 5.45      |
| Roman Novak           | Speerwerpen, F64 (m)  | 8e        | 54.30     |
| Roman Pavlyk          | Verspringen, T36 (m)  | Brons     | 5.63      |
| Volodymyr Ponomarenko | Kogelstoten, F12 (m)  | 4e        | 14.96     |
| Mykyta Senyk          | Verspringen, T38 (m)  | 5e        | 6.53      |
| Oleksandr Yarovyi     | Kogelstoten, F20 (m)  | Zilver    | 17.30     |
| Vladyslav Zahrebelnyi | Verspringen, T37 (m)  | Goud      | 6.59      |
| Mykola Zhabnyak       | Kogelstoten, F37 (m)  | 4e        | 14.18     |
| Mykola Zhabnyak       | Discuswerpen, F37 (m) | Zilver    | 52.43     |
|                       |                       |           |           |
| Orysia Ilchyna        | Kogelstoten, F12 (v)  | 6e        | 11.61     |
| Iana Lebiedieva       | Discuswerpen, F53 (v) | Zilver    | 15.48     |
| Iana Lebiedieva       | Speerwerpen, F54 (v)  | 8e        | 11.89     |
| Anastasiia Moskalenko | Kogelstoten, F32 (v)  | Goud      | 7.61      |
| Anastasiia Moskalenko | Kegelwerpen, F32 (v)  | Zilver    | 24.73     |
| Anastasiia Mysnyk     | Kogelstoten, F20 (v)  | Zilver    | 14.16     |
| Zoia Ovsii            | Discuswerpen, F53 (v) | Brons     | 14.37     |
| Zoia Ovsii            | Kegelwerpen, F51 (v)  | Goud      | 25.12     |
| Yuliia Pavlenko       | Verspringen, T11 (v)  | Brons     | 4.86      |
| Mariia Pomazan        | Kogelstoten, F35 (v)  | Goud      | 12.24     |
| Viktoriia Shpachynska | Kogelstoten, F20 (v)  | 4e        | 13.87     |
| Olga Zubkovska        | Verspringen, T12 (v)  | Goud      | 5.54      |

### Badminton
| Paralympiër       | Onderdeel          | Groepsfase                 | Groepsfase                  | Groepsfase           | Groepsfase           | Positie | Finalefase           | Finalefase           | Finalefase           | Plaats |
| Paralympiër       | Onderdeel          | Wedstrijd I                | Wedstrijd II                | Wedstrijd III        | Wedstrijd IV         | Positie | Kwartfinale          | Halve finale         | (Troost)finale       | Plaats |
| Paralympiër       | Onderdeel          | Tegenstander Uitslag       | Tegenstander Uitslag        | Tegenstander Uitslag | Tegenstander Uitslag | Positie | Tegenstander Uitslag | Tegenstander Uitslag | Tegenstander Uitslag | Plaats |
| ----------------- | ------------------ | -------------------------- | --------------------------- | -------------------- | -------------------- | ------- | -------------------- | -------------------- | -------------------- | ------ |
| Oleksandr Chyrkov | Enkelspel, SL3 (m) | IND Manoj Sarkar V met 0-2 | IND Pramod Bhagat V met 0-2 | Niet van toepassing  | Niet van toepassing  | 3e      | Niet gekwalificeerd  | Niet gekwalificeerd  | Niet gekwalificeerd  | 5e     |

### Bankdrukken
| Paralympiër         | Onderdeel  | Resultaat | Prestatie             |
| ------------------- | ---------- | --------- | --------------------- |
| Yurii Babynets      | -80 kg (m) | 9e        | 175.0                 |
| Kostiantyn Panasiuk | -54 kg (m) | 6e        | 155.0                 |
|                     |            |           |                       |
| Maryna Kopiika      | -41 kg (v) | NM        | Geen geldige pogingen |
| Nataliia Oliinyk    | -79 kg (v) | Zilver    | 133.0                 |
| Mariana Shevchuk    | -55 kg (v) | Goud      | 125.0                 |
| Tetyana Shyrokolava | -67 kg (v) | 6e        | 105.0                 |
| Lidiia Soloviova    | -50 kg (v) | 4e        | 106.0                 |
| Rayisa Toporkova    | -61 kg (v) | 5e        | 110.0                 |

### Boogschieten
| Paralympiër            | Onderdeel                      | Kwalificatie | Kwalificatie | 1e ronde             | 2e ronde                               | 3e ronde                 | Kwartfinale          | Halve finale         | (troost)Finale       | Rang |
| Paralympiër            | Onderdeel                      | Score        | Positie      | Tegenstander Uitslag | Tegenstander Uitslag                   | Tegenstander Uitslag     | Tegenstander Uitslag | Tegenstander Uitslag | Tegenstander Uitslag | Rang |
| ---------------------- | ------------------------------ | ------------ | ------------ | -------------------- | -------------------------------------- | ------------------------ | -------------------- | -------------------- | -------------------- | ---- |
| Serhiy Atamanenko      | Individueel, compound open (m) | 689          | 9e           | Bye                  | TUR Murat Turan V met 139 (9)-139 (10) | Uitgeschakeld            | Uitgeschakeld        | Uitgeschakeld        | Uitgeschakeld        | 17e  |
| Roksolana Dzoba-Balian | Individueel, recurve open (v)  | 554          | 17e          | Niet van toepassing  | IRQ Zaman Al-Saedi W met 6-4           | CHN Wu Chunyan V met 0-6 | Uitgeschakeld        | Uitgeschakeld        | Uitgeschakeld        | 9e   |

### Goalball
| Paralympiër                                                                                            | Onderdeel | Resultaat | Prestatie |
| --- | --------- | --------- | --- |
| Vitaliy Haponenko Vasyl Oliinyk Anton Strelchyk Oleksandr Toporkov Yevheniy Tsyhanenko Rodion Zhyhalin | Team (m)  | 5e        | Groep B W van Duitsland met 11-5 V van China met 3-7 W van België met 4-2 V van Turkije met 0-1 Kwartfinale: V van Verenigde Staten met 4-5 |

### Judo
| Paralympiër          | Onderdeel  | Resultaat | Prestatie |
| -------------------- | ---------- | --------- | --- |
| Davyd Khorava        | -66 kg (m) | 5e        | Kwartfinale: W van MGL Munkhbat Aajim Halve finale: V van UZB Uchkun Kuranbaev Bronzen finale: V van AZE Namig Abasli                                                                       |
| Rufat Mahomedov      | -73 kg (m) | Brons     | Kwartfinale: V van GEO Giorig Kaldani Herkansingen, 1e ronde: W van POR Djibrilo Iafa Herkansingen, finale: W van GER Nikolai Kornhass Bronzen finale: W van RPC Vasilii Kutuev             |
| Oleksandr Nazarenko  | -90 kg (m) | Brons     | Kwartfinale: W van KAZ Zhanbota Amanzhol Halve finale: V van GBR Elliot Stewart Bronzen finale: W van BRA Arthur Cavalcante da Silva                                                        |
| Dmytro Solovey       | -81 kg (m) | 5e        | 1/8e finale: W van JPN Aramitsu Kitazono Kwartfinale: V van MEX Eduardo Adrian Avila Sanchez Herkansingen, finale: W van CUB Gerardo Rodriguez Reyes Bronzen finale: V van KOR Lee Jung Min |
|                      |            |           | |
| Yuliya Halinska      | -48 kg (v) | Brons     | Kwartfinale: W van TPE Lee Kai Lin Halve finale: V van FRA Sandrine Martinet Bronzen finale: W van JPN Shizuka Hangai                                                                       |
| Anastasiia Harnyk    | +70 kg (v) | 5e        | Kwartfinale: V van AZE Dursadaf Karimova Herkansingen, finale: W van JPN Minako Tsuchiya Bronzen finale: V van ITA Carolina Costa                                                           |
| Iryna Husieva        | -63 kg (v) | Zilver    | Kwartfinale: W van SWE Nicolina Pernheim Halve finale: W van UZB Nafisa Sheripboeva Finale: V van AZE Khanim Huseynova                                                                      |
| Nataliya Nikolaychyk | -52 kg (v) | Brons     | 1/8e finale: W van THA Methini Wongchomphu Kwartfinale: V van ALG Cherine Abdellaoui Herkansingen, finale: W van AZE Basti Safarova Bronzen finale: W van GER Ramona Brussig                |

### Kanovaren
| Atleet             | Onderdeel                  | Heats     | Heats | Halve finale        | Halve finale        | A/B finale | A/B finale |
| Atleet             | Onderdeel                  | Resultaat | Rang  | Resultaat           | Rang                | Resultaat  | Rang       |
| ------------------ | -------------------------- | --------- | ----- | ------------------- | ------------------- | ---------- | ---------- |
| Mykola Syniuk      | Eenpersoons kayak, KL2 (m) | 0:43.731  | 2e QA | Niet van toepassing | Niet van toepassing | 0:42.503   | Zilver     |
| Serhii Yemelianov  | Eenpersoons kayak, KL3 (m) | 0:40.776  | 2e QA | Niet van toepassing | Niet van toepassing | 0:40.355   | Goud       |
|                    |                            |           |       |                     |                     |            |            |
| Nataliia Lagutenko | Eenpersoons kayak, KL2 (v) | 0:56.834  | 5e    | 0:54.538            | 3e QA               | 0:54.340   | 5e         |
| Maryna Mazhula     | Eenpersoons kayak, KL1 (v) | 0:56.871  | 2e    | 0:57.594            | 3e QA               | 0:54.805   | Zilver     |

### Roeien
| Atleet                                                                                | Onderdeel                                  | Heats     | Heats | Herkansingen        | Herkansingen        | A/B finale | A/B finale | Eindranking |
| Atleet                                                                                | Onderdeel                                  | Resultaat | Rang  | Resultaat           | Rang                | Resultaat  | Rang       | Eindranking |
| ------------------------------------------------------------------------------------- | ------------------------------------------ | --------- | ----- | ------------------- | ------------------- | ---------- | ---------- | ----------- |
| Roman Polianskyi                                                                      | Eenpersoons skull, PR1M1x (m)              | 9:56.47   | 1e QA | Niet van toepassing | Niet van toepassing | 9:48.78    | 1e         | Goud        |
|                                                                                       |                                            |           |       |                     |                     |            |            |             |
| Anna Sheremet                                                                         | Eenpersoon skull, PR1W1x (v)               | 11:39.70  | 1e QA | Niet van toepassing | Niet van toepassing | 11:48.10   | 4e         | 4e          |
|                                                                                       |                                            |           |       |                     |                     |            |            |             |
| Svitlana Bohuslavska Iaroslav Koiuda                                                  | Tweepersoons skull, PR2Mix2x (g)           | 8:49.68   | 3e    | 8:17.99             | 4e QA               | 8:54.97    | 4e         | 4e          |
| Dariia Kotyk Oleksandra Polianska Stanislav Samoliuk Maksym Zhuk Stuur Yuliia Malasai | Vierpersoons skull met stuur, PR3Mix4+ (g) | 7:48.95   | 9e    | 7:13.95             | 5e QB               | 7:45.23    | 3e         | 9e          |

### Schermen
| Paralympiër                                     | Onderdeel                           | Resultaat | Prestatie |
| ----------------------------------------------- | ----------------------------------- | --------- | --- |
| Anton Datsko                                    | Degen individueel, categorie B (m)  | 5e        | Groep A W van CAN Pierre Mainville met 5-1 V van RPC Alexander Kuzyukov met 4-5 V van GBR Dimitri Coutya met 2-5 V van FRA Yohan Peter met 3-5 W van JPN Michinobu Fujita met 5-2 V van IRQ Ammar Ali met 2-5 1/8e finale: W van FRA Yohan Peter met 15-11 Kwartfinale: V van GBR Dimitri Coutya met 13-15                                      |
| Anton Datsko                                    | Floret individueel, categorie B (m) | 5e        | Groep B V van CHN Hu Daoliang met 3-5 W van JPN Michinobu Fujita met 5-2 W van BRA Jovane Silva Guissone met 5-1 W van ITA Marco Cima met 5-0 V van RPC Albert Kamalov met 4-5 W van POL Adrian Castro met 5-1 Kwartfinale: V van RPC Albert Kamalov met 12-15                                                                                  |
| Andrii Demchuk                                  | Floret individueel, categorie A (m) | 5e        | Groep A W van JPN Shintaro Kano met 5-3 V van CHN Sun Gang met 0-5 W van CAN Matthieu Hebert met 5-1 V van POL Michal Nalewajek met 1-5 1/8e finale: W van POL Dariusz Pender met 15-10 Kwartfinale: V van CHN Sun Gang met 5-15 |
| Andrii Demchuk                                  | Sabel individueel, categorie A (m)  | 4e        | Groep B V van CHN Li Hao met 0-5 V van ITA Edoardo Giordan met 2-5 W van GER Maurice Schmidt met 5-3 W van CAN Ryan Rousell met 5-4 1/8e finale: W van GER Maurice Schmidt met 15-14 Kwartfinale: W van ITA Edoardo Giordan met 15-11 Halve finale: V van UKR Artem Manko met 11-15 Bronzen finale: V van CHN Tian Jianquan met 14-15           |
| Artem Manko                                     | Degen individueel, categorie A (m)  | 5e        | Groep A V van CHN Sun Gang met 1-5 V van RPC Artur Yusupov met 2-5 V van GBR Piers Gilliver met 2-5 W van ITA Edoardo Giordan met 5-2 W van FRA Romain Noble met 5-3 W van POL Dariusz Pender met 5-4 1/8e finale: W van ITA Edoardo Giordan met 15-8 Kwartfinale: V van GBR Piers Gilliver met 2-15                                            |
| Artem Manko                                     | Sabel individueel, categorie A (m)  | Zilver    | Groep C W van CHN Tian Jianquan met 5-4 W van GBR Piers Gilliver met 5-2 W van RPC Nikita Nagaev met 5-3 W van FRA Romain Noble met 5-3 Kwartfinale: W van RPC Nikita Nagaev met 15-6 Halve finale: W van UKR Andrii Demchuk met 15-11 Finale: V van CHN Li Hao met 12-15                                                                       |
| Oleg Naumenko                                   | Degen individueel, categorie B (m)  | 5e        | Groep B V van BLR Andrei Pranevich met 1-5 W van BRA Jovane Silva Guissone met 5-2 V van HUN Istvan Tarjanyi met 4-5 W van CHN Hu Daoliang met 5-4 W van RPC Alexandr Kurzin met 5-1 Kwartfinale: V van BLR Andrei Pranevich met 10-15 |
| Oleg Naumenko                                   | Floret individueel, categorie B (m) | 5e        | Groep A W van JPN Ryuji Onda met 5-2 V van FRA Maxime Valet met 2-5 V van CHN Feng Yanke met 2-5 W van RPC Alexander Kuzyukov met 5-4 V van GBR Dimitri Coutya met 0-5 W van BRA Vanderson Luis Chaves met 5-3 1/8e finale: W van BRA Vanderson Luis Chaves met 11-15 Kwartfinale: V van CHN Feng Yanke met 4-15                                |
| Andrii Demchuk Oleg Naumenko Artem Manko        | Degen, team (m)                     | 4e        | Groep A W van Frankrijk met 45-35 V van Groot-Brittannië met 28-45 W van Polen met 45-32 Halve finale: V van China met 41-45 Bronzen finale: V van Groot-Brittannië met 38-45 |
| Anton Datsko Andrii Demchuk Artem Manko         | Floret, team (m)                    | 7e        | Groep B V van Russisch Paralympisch Comité met 32-45 V van Groot-Brittannië met 21-45 V van Italië met 40-45 |
|                                                 |                                     |           | |
| Yevheniia Breus                                 | Degen individueel, categorie A (v)  | 5e        | Groep B W van POL Marta Fidrych met 5-4 V van CHN Bian Jing met 2-5 W van HKG Ng Justine Charissa met 5-3 W van USA Shelby Jensen met 5-0 1/8e finale: W van GBR Gemma Collis-McCann met 15-5 Kwartfinale: V van RPC Iuliia Maya met 6-14 |
| Yevheniia Breus                                 | Sabel individueel, categorie A (v)  | Brons     | Groep B W van USA Shelby Jensen met 5-0 W van ITA Loredana Trigilia met 5-1 W van HUN Amarilla Veres met 5-4 V van CHN Bian Jing met 3-5 1/8e finale: W van RPC Evgeniya Sycheva met 15-7 Kwartfinale: W van CHN Gu Haiyan met 15-11 Halve finale: V van GEO Nino Tibilashvili met 12-15 Bronzen finale: W van HUN Eva Andrea Hajmasi met 15-10 |
| Olena Fedota                                    | Degen individueel, categorie B (v)  | 5e        | Groep B W van USA Ellen Geddes met 5-1 W van HUN Gyongyi Dani met 5-1 V van THA Saysunee Jana met 2-5 V van RPC Liudmila Vasileva met 2-5 W van ITA Rossana Pasquino met 5-2 V van CHN Tan Shumei met 1-4 1/8e finale: W van ITA Rossana Pasquino met 15-9 Kwartfinale: V van CHN Zhou Jingjing met 8-15                                        |
| Olena Fedota                                    | Sabel individueel, categorie B (v)  | Zilver    | Groep B W van BRA Monica Santos met 5-1 W van HUN Mezo Boglarka met 5-4 W van JPN Chisato Abe met 5-0 W van CHN Tan Shumei met 5-3 W van RPC Irina Mishurova met 5-2 Kwartfinale: W van GER Sylvi Tauber met 15-9 Halve finale: W van CHN Xiao Rong met 15-10 Finale: V van CHN Tan Shumei met 7-15                                             |
| Nataliia Mandryk                                | Degen individueel, categorie A (v)  | 9e        | Groep A V van RPC Iuliia Maya met 1-5 W van BRA Carminha Oliveira met 5-3 V van HKG Yu Chui Yee met 2-5 V van HUN Zsuzsanna Krajnyak met 4-5 1/8e finale: V van HKG Yu Chui Yee met 10-15 |
| Nataliia Mandryk                                | Floret individueel, categorie A (v) | 9e        | Groep B V van ITA Andreea Mogos met 3-5 V van HUN Zsuzsanna Krajnyak met 0-5 V van HKG Yu Chui Yee met 0-5 W van JPN Mieko Matsumoto met 5-2 W van GEO Gvantsa Zadishvili met 5-4 1/8e finale: V van ITA Andreea Mogos met 11-15 |
| Nataliia Morkvych                               | Floret individueel, categorie A (v) | Zilver    | Groep C W van RPC Evgeniya Sycheva met 5-3 W van CHN Jing Rong met 5-4 W van CAN Ruth Sylvie Morel met 5-1 W van BRA Carminha Oliveira met 5-0 W van ITA Loredana Trigilia met 5-0 Kwartfinale: W van ITA Andreea Mogos met 15-5 Halve finale: W van HUN Evan Andrea Hajmasi met 15-12 Finale: V van CHN Gu Haiyan met 8-15                     |
| Nataliia Morkvych                               | Sabel individueel, categorie A (v)  | 5e        | Groep C W van HUN Eva Andrea Hajmasi met 5-4 W van ITA Andreea Mogos met 5-0 W van GBR Gemma Collins-McCann met 5-1 W van POL Marta Fidrych met 5-1 Kwartfinale: V van GEO Nino Tibilashvili met 13-15 |
| Yevheniia Breus Olena Fedota Nataliia Mandryk   | Degen, team (v)                     | Zilver    | Groep A W van Hongarije met 45-38 W van China met 45-44 W van Verenigde Staten met 45-13 Halve finale: W van Hongkong met 45-27 Finale: V van China met 17-40 |
| Nadiia Doloh Nataliia Mandryk Nataliia Morkvych | Floret, team (v)                    | 5e        | W van Verenigde Staten met 45-28 V van Italië met 24-45 V van Hongkong met 34-45 |

### Schietsport
| Paralympiër         | Onderdeel                         | Resultaat | Resultaat | Prestatie           | Prestatie           |
| Paralympiër         | Onderdeel                         | Score     | Rang      | Score               | Rang                |
| ------------------- | --------------------------------- | --------- | --------- | ------------------- | ------------------- |
| Oleksii Denysiuk    | 10 m luchtpistool, SH1 (m)        | 557.0     | 14e       | Niet gekwalificeerd | Niet gekwalificeerd |
| Oleksii Denysiuk    | 25 m pistool, SH1 (g)             | 573.0     | 6e        | 20.0                | Brons               |
| Oleksii Denysiuk    | 50 m pistool, SH1 (g)             | 527.0     | 11e       | Niet gekwalificeerd | Niet gekwalificeerd |
| Andrii Doroshenko   | 10 m luchtgeweer, staand SH1 (m)  | 614.4     | 8e        | 245.1               | Zilver              |
| Andrii Doroshenko   | 50 m geweer, 3 posities SH1 (m)   | 1150.0    | 9e        | Niet gekwalificeerd | Niet gekwalificeerd |
| Andrii Doroshenko   | 10 m luchtgeweer, liggend SH1 (g) | 631.0     | 18e       | Niet gekwalificeerd | Niet gekwalificeerd |
| Andrii Doroshenko   | 50 m geweer, liggend SH1 (g)      | 315.5     | 14e       | Niet gekwalificeerd | Niet gekwalificeerd |
| Vasyl Kovalchuk     | 10 m luchtgeweer, staand SH2 (g)  | 633.3     | 3e        | 209.1               | 4e                  |
| Vasyl Kovalchuk     | 10 m luchtgeweer, liggend SH2 (g) | 639.1     | 2e        | 254.7               | Zilver              |
| Vasyl Kovalchuk     | 50 m geweer, liggend SH2 (g)      | 628.6     | 2e        | 228.9               | Brons               |
| Vitalii Plakushchyi | 10 m luchtgeweer, staand SH2 (g)  | 628.1     | 11e       | Niet gekwalificeerd | Niet gekwalificeerd |
| Vitalii Plakushchyi | 10 m luchtgeweer, liggend SH2 (g) | 633.5     | 12e       | Niet gekwalificeerd | Niet gekwalificeerd |
| Vitalii Plakushchyi | 50 m geweer, liggend SH2 (g)      | 622.5     | 9e        | Niet gekwalificeerd | Niet gekwalificeerd |
| Iurii Stoiev        | 10 m luchtgeweer, staand SH1 (m)  | 619.6     | 2e        | 119.7               | 8e                  |
| Iurii Stoiev        | 50 m geweer, 3 posities SH1 (m)   | 1157.0    | 6e        | 398.9               | 8e                  |
| Iurii Stoiev        | 50 m geweer, liggend SH1 (g)      | 614.8     | 16e       | Niet gekwalificeerd | Niet gekwalificeerd |
|                     |                                   |           |           |                     |                     |
| Iryna Liakhu        | 10 m luchtpistool, SH1 (v)        | 561.0     | 5e        | 170.4               | 5e                  |
| Iryna Liakhu        | 25 m pistool, SH1 (g)             | 566.0     | 7e        | 3.0                 | 8e                  |
| Iryna Shchetnik     | 10 m luchtgeweer, staand SH1 (v)  | 626.0     | 2e        | 227.5               | Brons               |
| Iryna Shchetnik     | 50 m geweer, 3 posities SH1 (v)   | 1169.0    | 4e        | 435.3               | 4e                  |
| Iryna Shchetnik     | 10 m luchtgeweer, liggend SH1 (g) | 635.1     | 3e        | 231.2               | Brons               |
| Iryna Shchetnik     | 50 m geweer, liggend SH1 (g)      | 617.5     | 7e        | 121.6               | 8e                  |

### Taekwondo
| Paralympiër       | Onderdeel       | Resultaat | Prestatie |
| ----------------- | --------------- | --------- | --- |
| Anton Shvets      | -75 kg, K44 (m) | 9e        | 1/8e finale: V van ARG Juan Eduardo Samorano met 20-52 Herkansingen, 1e ronde: V van AZE Abulfaz Abuzarli met 36-60 |
|                   |                 |           | |
| Yuliya Lypetska   | +58 kg, K44 (v) | 5e        | Kwartfinale: W van TUR Seyma Nur Emeksiz Bacaksiz met 22-10 Halve finale: V van BRA Debora Bezerra de Menezes met 10-55 Bronzen finale: V van AUS Janine Watson met 0-63                                                       |
| Viktoriia Marchuk | -49 kg, K44 (v) | 5e        | Kwartfinale: V van RPC Anna Poddubskaia met 34-63 Herkansingen, 1e ronde: W van AFG Zakia Khudadadi met 48-34 Herkansingen, finale: W van AZE Royala Fataliyeva met 26-20 Bronzen finale: V van RPC Anna Poddubskaia met 11-46 |

### Tafeltennis
| Paralympiër                    | Onderdeel          | Groepsfase                            | Groepsfase                          | Groepsfase                  | Positie             | Finalefase                | Finalefase                   | Finalefase                    | Finalefase                  | Plaats |
| Paralympiër                    | Onderdeel          | Wedstrijd I                           | Wedstrijd II                        | Wedstrijd III               | Positie             | 1/8e finale               | Kwartfinale                  | Halve finale                  | Finale                      | Plaats |
| Paralympiër                    | Onderdeel          | Tegenstander Uitslag                  | Tegenstander Uitslag                | Tegenstander Uitslag        | Positie             | Tegenstander Uitslag      | Tegenstander Uitslag         | Tegenstander Uitslag          | Tegenstander Uitslag        | Plaats |
| ------------------------------ | ------------------ | ------------------------------------- | ----------------------------------- | --------------------------- | ------------------- | ------------------------- | ---------------------------- | ----------------------------- | --------------------------- | ------ |
| Viktor Didukh                  | Enkelspel, C8 (m)  | NGR Victor Farinloye W met 3-2        | GBR Billy Shilton W met 3-0         | Niet van toepassing         | 1e                  | Bye                       | GBR Aaron McKibbin W met 3-1 | CHN Peng Weinan W met 3-2     | CHN Zhao Shuai V met 1-3    | Zilver |
| Lev Kats                       | Enkelspel, C9 (m)  | RPC Iurii Nozdrunov V met 2-3         | GBR Ashley Facey Thompson W met 3-1 | JPN Koyo Iwabuchi W met 3-1 | 2e                  | Niet van toepassing       | AUS Lin Ma V met 0-3         | Uitgeschakeld                 | Uitgeschakeld               | 5e     |
| Ivan Mai                       | Enkelspel, C9 (m)  | NGR Tajudeen Agunbiade W met 3-0      | CHN Zhao Yiqing W met 3-2           | Niet van toepassing         | 1e                  | Niet van toepassing       | USA Tahl Leibovitz W met 3-2 | AUS Lin Ma V met 1-3          | Uitgeschakeld               | Brons  |
| Maxym Nikolenko                | Enkelspel, C8 (m)  | CRC Steven Roman Chinchilla W met 3-0 | HUN Andras Csonka W met 3-2         | Niet van toepassing         | 1e                  | CHN Ye Chaoqun W met 3-1  | GBR Ross Wilson W met 3-1    | CHN Zhao Shuai V met 1-3      | Uitgeschakeld               | Brons  |
| Vasyl Petruniv                 | Enkelspel, C3 (m)  | GER Thomas Bruchle V met 0-3          | NGR Ahmed Koleosho V met 1-3        | Niet van toepassing         | 3e                  | Niet gekwalificeerd       | Niet gekwalificeerd          | Niet gekwalificeerd           | Niet gekwalificeerd         | 15e    |
| Oleksandr Yezyk                | Enkelspel, C2 (m)  | ESP Miguel Toledo Bachiller W met 3-2 | FRA Stephane Molliens V met 0-3     | Niet van toepassing         | 2e                  | CHI Luis Flores W met 3-0 | KOR Cha Soo Yong V met 1-3   | Uitgeschakeld                 | Uitgeschakeld               | 5e     |
| Viktor Didukh Maxym Nikolenko  | Team, C8 (m)       | Niet van toepassing                   | Niet van toepassing                 | Niet van toepassing         | Niet van toepassing | Niet van toepassing       | Bye                          | Frankrijk W met 2-0           | China V met 0-2             | Zilver |
| Lev Kats Ivan Mai              | Team, C9-10 (m)    | Niet van toepassing                   | Niet van toepassing                 | Niet van toepassing         | Niet van toepassing | Italië W met 2-0          | Polen W met 2-1              | China V met 0-2               | Uitgeschakeld               | Brons  |
| Vasyl Petruniv Oleksandr Yezyk | Team, C3 (m)       | Niet van toepassing                   | Niet van toepassing                 | Niet van toepassing         | Niet van toepassing | Niet van toepassing       | Tsjechië V met 1-2           | Uitgeschakeld                 | Uitgeschakeld               | 5e     |
|                                |                    |                                       |                                     |                             |                     |                           |                              |                               |                             |        |
| Natalia Kosmina                | Enkelspel, C11 (v) | JPN Kanami Furukawa V met 1-3         | HKG Wong Ting Ting V met 1-3        | FRA Lea Ferney V met 1-3    | 4e                  | Niet gekwalificeerd       | Niet gekwalificeerd          | Niet gekwalificeerd           | Niet gekwalificeerd         | 7e     |
| Maryna Lytovchenko             | Enkelspel, C6 (v)  | AUS Rebecca Anne Julian W met 3-0     | EGY Hanaa Ahmed Hammad W met 3-0    | Niet van toepassing         | 1e                  | Niet van toepassing       | Bye                          | RPC Raisa Chebanika W met 3-0 | RPC Maliak Alieva W met 3-0 | Goud   |

### Triatlon
| Paralympiër                                         | Onderdeel             | Resultaat | Prestatie |
| --------------------------------------------------- | --------------------- | --------- | --------- |
| Anatolii Verfolomieiev Gids: Konstiantyn Viechkanov | Individueel, PTVI (m) | 9e        | 1:08:24   |
|                                                     |                       |           |           |
| Alisa Kolpakchy                                     | Individueel, PTS5 (v) | 5e        | 1:13:29   |
| Vita Oleksiuk Gids: Liliya Baranovska               | Individueel, PTVI (v) | 10e       | 1:17:03   |

### Wielrennen

#### Baan
| Atleet          | Onderdeel                         | Heats               | Heats               | (Bronzen) Finale | (Bronzen) Finale |
| Atleet          | Onderdeel                         | Resultaat           | Rang                | Resultaat        | Rang             |
| --------------- | --------------------------------- | ------------------- | ------------------- | ---------------- | ---------------- |
| Yehor Dementyev | Individuele achtervolging, C5 (m) | 4:21.036            | 3e QB               | 4:22.746         | Brons            |
| Yehor Dementyev | 1 km tijdrit, C4-5 (m)            | Niet van toepassing | Niet van toepassing | 1:06.322         | 7e               |

#### Weg
| Paralympiër     | Onderdeel              | Resultaat | Prestatie |
| --------------- | ---------------------- | --------- | --------- |
| Yehor Dementyev | Wegwedstrijd, C4-5 (m) | Zilver    | 2:15:11   |
| Yehor Dementyev | Tijdrit, C5 (m)        | Zilver    | 43:19.11  |

### Zwemmen
| Atleet | Onderdeel                              | Series              | Series              | Finale              | Finale              |
| Atleet | Onderdeel                              | Resultaat           | Rang                | Resultaat           | Rang                |
| --- | -------------------------------------- | ------------------- | ------------------- | ------------------- | ------------------- |
| Oleksandr Artiukhov                                                                                        | 50 m vrije slag, S11 (m)               | 0:30.29             | 14e                 | Niet gekwalificeerd | Niet gekwalificeerd |
| Oleksandr Artiukhov                                                                                        | 100 m rugslag, S11 (m)                 | 1:13.78             | 8e                  | 1:11.83             | 7e                  |
| Oleksandr Artiukhov                                                                                        | 100 m schoolslag, SB11 (m)             | 1:27.43             | 9e                  | Niet gekwalificeerd | Niet gekwalificeerd |
| Oleksandr Artiukhov                                                                                        | 200 m individuele wisselslag, SM11 (m) | 2:45.93             | 11e                 | Niet gekwalificeerd | Niet gekwalificeerd |
| Yevheniy Bohodayko                                                                                         | 50 m vrije slag, S7 (m)                | 0:28.27             | 3e                  | 0:27.99             | Brons               |
| Yevheniy Bohodayko                                                                                         | 100 m rugslag, S7 (m)                  | 1:13.75             | 6e                  | 1:11.57             | 5e                  |
| Yevheniy Bohodayko                                                                                         | 100 m schoolslag, SB6 (m)              | 1:23.45             | 4e                  | 1:20.13             | Goud                |
| Yevheniy Bohodayko                                                                                         | 50 m vlinderslag, S7 (m)               | 0:30.34             | 5e                  | 0:29.70             | 5e                  |
| Yevheniy Bohodayko                                                                                         | 200 m individuele wisselslag, SM7 (m)  | Gediskwalificeerd   | DSQ                 | Niet gekwalificeerd | Niet gekwalificeerd |
| Roman Bondarenko                                                                                           | 200 m vrije slag, S2 (m)               | 4:45.36             | 6e                  | 4:38.40             | 6e                  |
| Roman Bondarenko                                                                                           | 50 m rugslag, S2 (m)                   | 0:59.30             | 3e                  | 1:00.61             | 5e                  |
| Roman Bondarenko                                                                                           | 100 m rugslag, S2 (m)                  | 2:08.72             | 3e                  | 2:16.71             | 7e                  |
| Iurii Bozhynskyi                                                                                           | 50 m vrije slag, S9 (m)                | 0:26.58             | 12e                 | Niet gekwalificeerd | Niet gekwalificeerd |
| Danylo Chufarov                                                                                            | 400 m vrije slag, S13 (m)              | 4:37.26             | 10e                 | Niet gekwalificeerd | Niet gekwalificeerd |
| Danylo Chufarov                                                                                            | 100 m schoolslag, SB12 (m)             | Niet van toepassing | Niet van toepassing | 1:11.67             | 6e                  |
| Danylo Chufarov                                                                                            | 100 m vlinderslag, S12 (m)             | 1:01.04             | 6e                  | 0:59.00             | 5e                  |
| Danylo Chufarov                                                                                            | 200 m individuele wisselslag, SM13 (m) | 2:17.48             | 8e                  | 2:15.15             | 8e                  |
| Denys Dubrov                                                                                               | 100 m vrije slag, S8 (m)               | 0:59.70             | 3e                  | 0:59.02             | 5e                  |
| Denys Dubrov                                                                                               | 100 m vlinderslag, S8 (m)              | 1:04.27             | 4e                  | 1:03.23             | Brons               |
| Denys Dubrov                                                                                               | 200 m individuele wisselslag, SM8 (m)  | 2:25.40             | 1e                  | 2:20.96             | Goud                |
| Yurii Dvorskyi                                                                                             | 50 m vrije slag, S3 (m)                | 0:59.79             | 12e                 | Niet gekwalificeerd | Niet gekwalificeerd |
| Yurii Dvorskyi                                                                                             | 200 m vrije slag, S3 (m)               | 4:23.73             | 11e                 | Niet gekwalificeerd | Niet gekwalificeerd |
| Yurii Dvorskyi                                                                                             | 50 m schoolslag, SB2 (m)               | 1:44.56             | 9e                  | Niet gekwalificeerd | Niet gekwalificeerd |
| Yurii Dvorskyi                                                                                             | 150 m individuele wisselslag, SM3 (m)  | 4:09.11             | 9e                  | Niet gekwalificeerd | Niet gekwalificeerd |
| Oleksii Fedyna                                                                                             | 100 m schoolslag, SB12 (m)             | Niet van toepassing | Niet van toepassing | 1:05.62             | Zilver              |
| Kyrylo Garashchenko                                                                                        | 400 m vrije slag, S13 (m)              | 4:10.42             | 2e                  | 4:02.07             | Zilver              |
| Kyrylo Garashchenko                                                                                        | 100 m rugslag, S13 (m)                 | 1:03.36             | 6e                  | 1:02.13             | 6e                  |
| Kyrylo Garashchenko                                                                                        | 100 m vlinderslag, S13 (m)             | 0:59.92             | 8e                  | 0:58.63             | 8e                  |
| Kyrylo Garashchenko                                                                                        | 200 m individuele wisselslag, SM13 (m) | 2:14.03             | 4e                  | 2:13.71             | 5e                  |
| Sergii Klippert                                                                                            | 100 m rugslag, S12 (m)                 | Niet van toepassing | Niet van toepassing | 1:00.71             | Zilver              |
| Sergii Klippert                                                                                            | 100 m schoolslag, SB12 (m)             | Niet van toepassing | Niet van toepassing | 1:11.24             | 5e                  |
| Anton Kol                                                                                                  | 50 m rugslag, S1 (m)                   | Niet van toepassing | Niet van toepassing | 1:13.78             | Zilver              |
| Anton Kol                                                                                                  | 100 m rugslag, S1 (m)                  | Niet van toepassing | Niet van toepassing | 2:28.29             | Zilver              |
| Oleksandr Komarov                                                                                          | 100 m vrije slag, S6 (m)               | 1:07.41             | 4e                  | 1:07.02             | 6e                  |
| Oleksandr Komarov                                                                                          | 100 m rugslag, S6 (m)                  | 1:24.41             | 12e                 | Niet gekwalificeerd | Niet gekwalificeerd |
| Oleksandr Komarov                                                                                          | 50 m vlinderslag, S6 (m)               | 0:35.16             | 12e                 | Niet gekwalificeerd | Niet gekwalificeerd |
| Vasyl Krainyk                                                                                              | 100 m rugslag, S14 (m)                 | 1:01.15             | 4e                  | 1:01.16             | 7e                  |
| Vasyl Krainyk                                                                                              | 100 m schoolslag, SB14 (m)             | 1:06.96             | 5e                  | 1:06.66             | 4e                  |
| Vasyl Krainyk                                                                                              | 100 m vlinderslag, S14 (m)             | 0:58.74             | 13e                 | Niet gekwalificeerd | Niet gekwalificeerd |
| Vasyl Krainyk                                                                                              | 200 m individuele wisselslag, SM14 (m) | 2:11.11             | 1e                  | 2:09.92             | Brons               |
| Maksym Krypak                                                                                              | 50 m vrije slag, S10 (m)               | 0:23.58             | 2e                  | 0:23.33             | Zilver              |
| Maksym Krypak                                                                                              | 100 m vrije slag, S10 (m)              | 0:51.57             | 1e                  | 0:50.64             | Goud                |
| Maksym Krypak                                                                                              | 400 m vrije slag, S10 (m)              | 4:15.67             | 4e                  | 3:59.62             | Goud                |
| Maksym Krypak                                                                                              | 100 m rugslag, S10 (m)                 | 1:00.07             | 1e                  | 0:57.19             | Goud                |
| Maksym Krypak                                                                                              | 100 m vlinderslag, S10 (m)             | 0:57.74             | 1e                  | 0:54.15             | Goud                |
| Maksym Krypak                                                                                              | 200 m individuele wisselslag, SM10 (m) | 2:12.78             | 1e                  | 2:05.68             | Goud                |
| Denys Ostapchenko                                                                                          | 50 m vrije slag, S3 (m)                | 0:46.73             | 2e                  | 0:45.95             | Brons               |
| Denys Ostapchenko                                                                                          | 200 m vrije slag, S3 (m)               | 3:27.49             | 1e                  | 3:21.62             | Goud                |
| Denys Ostapchenko                                                                                          | 50 m rugslag, S3 (m)                   | 0:46.18             | 2e                  | 0:45.57             | Zilver              |
| Serhii Palamarchuk                                                                                         | 50 m vrije slag, S3 (m)                | 0:48.17             | 6e                  | 0:47.61             | 6e                  |
| Serhii Palamarchuk                                                                                         | 200 m vrije slag, S3 (m)               | 3:52.06             | 7e                  | 3:53.51             | 8e                  |
| Serhii Palamarchuk                                                                                         | 50 m rugslag, S3 (m)                   | 0:49.88             | 7e                  | 0:49.65             | 6e                  |
| Ievgen Panibratets                                                                                         | 200 m vrije slag, S2 (m)               | 5:33.33             | 10e                 | Niet gekwalificeerd | Niet gekwalificeerd |
| Ievgen Panibratets                                                                                         | 50 m rugslag, S2 (m)                   | 1:03.09             | 7e                  | 1:03.00             | 6e                  |
| Ievgen Panibratets                                                                                         | 100 m rugslag, S2 (m)                  | 2:29.46             | 10e                 | Niet gekwalificeerd | Niet gekwalificeerd |
| Stanislav Popov                                                                                            | 100 m rugslag, S10 (m)                 | 1:03.92             | 7e                  | 1:03.54             | 7e                  |
| Iaroslav Semenenko                                                                                         | 50 m vrije slag, S5 (m)                | 0:33.74             | 7e                  | 0:33.11             | 6e                  |
| Iaroslav Semenenko                                                                                         | 50 m rugslag, S5 (m)                   | 0:35.07             | 2e                  | 0:35.05             | 4e                  |
| Iaroslav Semenenko                                                                                         | 50 m vlinderslag, S5 (m)               | 0:34.55             | 3e                  | 0:35.13             | 4e                  |
| Mykhailo Serbin                                                                                            | 50 m vrije slag, S11 (m)               | 0:27.44             | 6e                  | 0:27.18             | 5e                  |
| Mykhailo Serbin                                                                                            | 400 m vrije slag, S11 (m)              | 4:43.46             | 4e                  | 4:41.21             | 4e                  |
| Mykhailo Serbin                                                                                            | 100 m rugslag, S11 (m)                 | 1:11.14             | 4e                  | 1:08.63             | Goud                |
| Mykhailo Serbin                                                                                            | 100 m vlinderslag, S11 (m)             | 1:13.46             | 10e                 | Niet gekwalificeerd | Niet gekwalificeerd |
| Mykhailo Serbin                                                                                            | 200 m individuele wisselslag, SM11 (m) | 2:35.12             | 6e                  | 2:27.97             | Zilver              |
| Viktor Smyrnov                                                                                             | 50 m vrije slag, S11 (m)               | 0:28.31             | 10e                 | Niet gekwalificeerd | Niet gekwalificeerd |
| Viktor Smyrnov                                                                                             | 400 m vrije slag, S11 (m)              | 5:00.97             | 8e                  | Niet gestart        | DNS                 |
| Viktor Smyrnov                                                                                             | 100 m rugslag, S11 (m)                 | 1:11.69             | 6e                  | 1:09.36             | Zilver              |
| Viktor Smyrnov                                                                                             | 100 m schoolslag, SB11 (m)             | 1:17.57             | 6e                  | 1:15.78             | 4e                  |
| Viktor Smyrnov                                                                                             | 100 m vlinderslag, S11 (m)             | 1:08.71             | 6e                  | 1:06.85             | 6e                  |
| Viktor Smyrnov                                                                                             | 200 m individuele wisselslag, SM11 (m) | 2:33.12             | 5e                  | 2:28.97             | 4e                  |
| Andrii Trusov                                                                                              | 50 m vrije slag, S7 (m)                | 0:27.44             | 1e                  | 0:27.43             | Goud                |
| Andrii Trusov                                                                                              | 400 m vrije slag, S7 (m)               | 4:57.23             | 4e                  | 4:35.56             | Zilver              |
| Andrii Trusov                                                                                              | 100 m rugslag, S7 (m)                  | 1:10.20             | 2e                  | 1:08.14             | Goud                |
| Andrii Trusov                                                                                              | 100 m schoolslag, SB6 (m)              | 1:25.80             | 8e                  | 1:24.85             | 7e                  |
| Andrii Trusov                                                                                              | 50 m vlinderslag, S7 (m)               | 0:29.91             | 3e                  | 0:29.03             | Zilver              |
| Andrii Trusov                                                                                              | 200 m individuele wisselslag, SM7 (m)  | 2:34.35             | 3e                  | 2:29.99             | Zilver              |
| Maksym Veraksa                                                                                             | 50 m vrije slag, S13 (m)               | 0:23.97             | 4e                  | 0:23.83             | Brons               |
| Maksym Veraksa                                                                                             | 100 m vrije slag, S12 (m)              | 0:54.26             | 4e                  | 0:52.87             | Zilver              |
| Oleksii Virchenko                                                                                          | 50 m vrije slag, S13 (m)               | 0:24.13             | 6e                  | 0:24.29             | 7e                  |
| Oleksii Virchenko                                                                                          | 100 m rugslag, S13 (m)                 | 1:02.00             | 4e                  | 1:00.48             | 4e                  |
| Oleksii Virchenko                                                                                          | 100 m vlinderslag, S13 (m)             | 0:56.30             | 2e                  | 0:56.16             | Zilver              |
| Dmytro Vynohradets                                                                                         | 50 m rugslag, S4 (m)                   | 0:46.05             | 5e                  | 0:44.91             | 4e                  |
| Dmytro Vynohradets                                                                                         | 150 m individuele wisselslag, SM4 (m)  | 2:47.21             | 5e                  | 2:46.31             | 5e                  |
| Illia Yaremenko                                                                                            | 50 m vrije slag, S13 (m)               | 0:23.95             | 3e                  | 0:23.70             | Zilver              |
| Illia Yaremenko                                                                                            | 100 m vrije slag, S12 (m)              | 0:55.95             | 5e                  | 0:53.60             | 4e                  |
| Illia Yaremenko                                                                                            | 100 m vlinderslag, S12 (m)             | 0:59.72             | 4e                  | 0:58.98             | 4e                  |
| Iurii Bozhynskyi Denys Dubrov Maksym Krypak Andrii Trusov                                                  | 4 x 100 m vrije slag, 34 punten (m)    | Niet van toepassing | Niet van toepassing | 3:47.40             | Brons               |
| |                                        |                     |                     |                     |                     |
| Yana Berezhna                                                                                              | 50 m vrije slag, S11 (v)               | 0:36.59             | 15e                 | Niet gekwalificeerd | Niet gekwalificeerd |
| Yana Berezhna                                                                                              | 100 m schoolslag, SB11 (v)             | 1:29.45             | 4e                  | 1:27.02             | Brons               |
| Yana Berezhna                                                                                              | 200 m individuele wisselslag, SM11 (v) | 3:11.13             | 11e                 | Niet gekwalificeerd | Niet gekwalificeerd |
| Anna Hontar                                                                                                | 50 m vrije slag, S6 (v)                | 0:33.81             | 3e                  | 0:33.40             | Brons               |
| Anna Hontar                                                                                                | 100 m rugslag, S6 (v)                  | 1:25.23             | 8e                  | 1:24.14             | 7e                  |
| Anna Hontar                                                                                                | 50 m vlinderslag, S6 (v)               | 0:40.00             | 9e                  | Niet gekwalificeerd | Niet gekwalificeerd |
| Anna Hontar                                                                                                | 200 m individuele wisselslag, SM6 (v)  | 3:15.24             | 9e                  | Niet gekwalificeerd | Niet gekwalificeerd |
| Kateryna Istomina                                                                                          | 50 m vrije slag, S8 (v)                | 0:32.81             | 6e                  | 0:31.47             | 4e                  |
| Kateryna Istomina                                                                                          | 100 m rugslag, S8 (v)                  | Niet van toepassing | Niet van toepassing | 1:18.31             | Zilver              |
| Yaryna Matlo                                                                                               | 100 m vrije slag, S12 (v)              | 1:09.03             | 8e                  | 1:07.78             | 8e                  |
| Yaryna Matlo                                                                                               | 100 m rugslag, S12 (v)                 | Niet van toepassing | Niet van toepassing | 1:16.25             | 6e                  |
| Yaryna Matlo                                                                                               | 100 m schoolslag, SB12 (v)             | Niet van toepassing | Niet van toepassing | 1:20.31             | Brons               |
| Yelyzaveta Mereshko                                                                                        | 50 m vrije slag, S6 (v)                | 0:33.51             | 2e                  | 0:33.40             | Goud                |
| Yelyzaveta Mereshko                                                                                        | 100 m vrije slag, S7 (v)               | 1:12.29             | 3e                  | 1:11.07             | Brons               |
| Yelyzaveta Mereshko                                                                                        | 400 m vrije slag, S6 (v)               | 5:26.35             | 3e                  | 5:12.61             | Zilver              |
| Yelyzaveta Mereshko                                                                                        | 100 m rugslag, S6 (v)                  | 1:22.11             | 2e                  | 1:22.58             | 6e                  |
| Yelyzaveta Mereshko                                                                                        | 100 m schoolslag, SB5 (v)              | 1:43.00             | 2e                  | 1:40.59             | Goud                |
| Yelyzaveta Mereshko                                                                                        | 200 m individuele wisselslag, SM6 (v)  | 2:56.90             | 1e                  | 2:58.04             | Zilver              |
| Maryna Piddubna                                                                                            | 50 m vrije slag, S11 (v)               | 0:31.14             | 7e                  | 0:30.65             | 6e                  |
| Maryna Piddubna                                                                                            | 100 m vrije slag, S11 (v)              | 1:12.72             | 7e                  | 1:10.27             | 6e                  |
| Maryna Piddubna                                                                                            | 100 m rugslag, S11 (v)                 | 1:22.63             | 6e                  | 1:21.65             | 6e                  |
| Maryna Piddubna                                                                                            | 200 m individuele wisselslag, SM11 (v) | 3:01.80             | 7e                  | 3:01.53             | 7e                  |
| Yuliia Safonova                                                                                            | 50 m vrije slag, S4 (v)                | 1:01.46             | 14e                 | Niet gekwalificeerd | Niet gekwalificeerd |
| Yuliia Safonova                                                                                            | 50 m vrije slag, S4 (v)                | 0:58.98             | 10e                 | Niet gekwalificeerd | Niet gekwalificeerd |
| Yuliia Safonova                                                                                            | 150 m individuele wisselslag, SM4 (v)  | 3:46.21             | 14e                 | Niet gekwalificeerd | Niet gekwalificeerd |
| Viktoriia Savtsova                                                                                         | 50 m vrije slag, S6 (v)                | 0:34.97             | 7e                  | 0:33.68             | 5e                  |
| Viktoriia Savtsova                                                                                         | 100 m schoolslag, SB6 (v)              | 1:42.04             | 7e                  | 1:40.49             | 5e                  |
| Viktoriia Savtsova                                                                                         | 50 m vlinderslag, S6 (v)               | 0:39.98             | 8e                  | 0:41.04             | 8e                  |
| Anna Stetsenko                                                                                             | 50 m vrije slag, S13 (v)               | 0:28.06             | 8e                  | 0:27.68             | 8e                  |
| Anna Stetsenko                                                                                             | 400 m vrije slag, S13 (v)              | 4:31.51             | 1e                  | 4:23.92             | Goud                |
| Anna Stetsenko                                                                                             | 100 m rugslag, S13 (v)                 | 1:10.89             | 10e                 | Niet gekwalificeerd | Niet gekwalificeerd |
| Anna Stetsenko                                                                                             | 200 m individuele wisselslag, SM13 (v) | 2:33.75             | 4e                  | 2:30.69             | 5e                  |
| Olga Sviderska                                                                                             | 50 m vrije slag, S4 (v)                | 0:48.03             | 11e                 | Niet gekwalificeerd | Niet gekwalificeerd |
| Olga Sviderska                                                                                             | 50 m rugslag, S4 (v)                   | 0:57.27             | 8e                  | 0:55.09             | 7e                  |
| Olga Sviderska                                                                                             | 50 m schoolslag, SB3 (v)               | 1:05.84             | 8e                  | 1:04.75             | 8e                  |
| Kateryna Tkachuk                                                                                           | 50 m vrije slag, S11 (v)               | 0:31.35             | 9e                  | Niet gekwalificeerd | Niet gekwalificeerd |
| Kateryna Tkachuk                                                                                           | 100 m vrije slag, S11 (v)              | 1:14.71             | 9e                  | Niet gekwalificeerd | Niet gekwalificeerd |
| Kateryna Tkachuk                                                                                           | 100 m rugslag, S11 (v)                 | 1:22.97             | 7e                  | 1:21.76             | 7e                  |
| Kateryna Tkachuk                                                                                           | 200 m individuele wisselslag, SM11 (v) | 3:05.55             | 10e                 | Niet gekwalificeerd | Niet gekwalificeerd |
| Maryna Verbova                                                                                             | 50 m rugslag, S4 (v)                   | 0:52.16             | 5e                  | 0:53.24             | 5e                  |
| Maryna Verbova                                                                                             | 50 m schoolslag, SB3 (v)               | 1:05.10             | 7e                  | 1:03.09             | 6e                  |
| Maryna Verbova                                                                                             | 150 m individuele wisselslag, SM4 (v)  | 3:11.88             | 8e                  | 3:09.17             | 7e                  |
| Anastasiia Zavalii                                                                                         | 100 m rugslag, S6 (v)                  | 1:30.62             | 11e                 | Niet gekwalificeerd | Niet gekwalificeerd |
| Anastasiia Zavalii                                                                                         | 50 m vlinderslag, S6 (v)               | 0:41.10             | 10e                 | Niet gekwalificeerd | Niet gekwalificeerd |
| Anastasiia Zavalii                                                                                         | 200 m individuele wisselslag, SM6 (v)  | 3:30.36             | 13e                 | Niet gekwalificeerd | Niet gekwalificeerd |
| |                                        |                     |                     |                     |                     |
| Kyrylo Garashchenko Maryna Piddubna Anna Stetsenko Maksym Veraksa                                          | 4 x 100 m vrije slag, 49 punten (g)    | Niet van toepassing | Niet van toepassing | 3:55.15             | Brons               |
| Anna Hontar Yelyzaveta Mereshko Denys Ostapchenko Serhii Palamarchuk Viktoriia Savtsova Iaroslav Semenenko | 4 x 50 m vrije slag, 20 punten (g)     | 2:27.98             | 2e                  | 2:24.89             | 4e                  |

Afghanistan · 
Algerije · 
Amerikaanse Maagdeneilanden · 
Angola · 
Argentinië · 
Armenië · 
Aruba · 
Australië · 
Azerbeidzjan · 
Bahrein · 
Barbados · 
Belarus · 
België · 
Benin · 
Bermuda · 
Bosnië en Herzegovina · 
Botswana · 
Brazilië · 
Bulgarije · 
Burkina Faso · 
Burundi · 
Cambodja · 
Canada · 
Centraal-Afrikaanse Republiek · 
Chili · 
China · 
Chinees Taipei · 
Colombia · 
Congo-Brazzaville · 
Congo-Kinshasa · 
Costa Rica · 
Cuba · 
Cyprus · 
Denemarken · 
Dominicaanse Republiek · 
Duitsland · 
Ecuador · 
Egypte · 
El Salvador · 
Estland · 
Ethiopië · 
Faeröer · 
Fiji · 
Filipijnen · 
Finland · 
Frankrijk · 
Gabon · 
Gambia · 
Georgië · 
Ghana · 
Griekenland · 
Groot-Brittannië · 
Guatemala · 
Guinee · 
Guinee‑Bissau · 
Haïti · 
Honduras · 
Hongarije · 
Hongkong · 
Ierland · 
IJsland · 
India · 
Indonesië · 
Irak · 
Iran · 
Israël · 
Italië · 
Ivoorkust · 
Jamaica · 
Japan · 
Jordanië · 
Kaapverdië · 
Kameroen · 
Kazachstan · 
Kenia · 
Kirgizië · 
Koeweit · 
Kroatië · 
Laos · 
Lesotho · 
Letland · 
Libanon · 
Liberia · 
Libië · 
Litouwen · 
Luxemburg · 
Madagaskar · 
Maleisië · 
Mali · 
Malta · 
Marokko · 
Mauritius · 
Mexico · 
Moldavië · 
Mongolië · 
Montenegro · 
Mozambique · 
Namibië · 
Nederland · 
Nepal · 
Nicaragua · 
Nieuw-Zeeland · 
Niger · 
Nigeria · 
Noord-Macedonië · 
Noorwegen · 
Oeganda · 
Oekraïne · 
Oezbekistan · 
Oman · 
Oostenrijk · 
Pakistan · 
Palestina · 
Panama · 
Papoea-Nieuw-Guinea · 
Peru · 
Polen · 
Portugal · 
Puerto Rico · 
Qatar · 
Roemenië · 
Russisch Paralympisch Comité ·
Rwanda · 
Saint Vincent en Grenadines · 
Samoa · 
Saoedi-Arabië · 
Sao Tomé en Principe · 
Senegal · 
Servië · 
Seychellen · 
Sierra Leone · 
Singapore · 
Slovenië · 
Slowakije · 
Somalië · 
Spanje · 
Sri Lanka · 
Syrië · 
Tadzjikistan · 
Tanzania · 
Thailand · 
Togo · 
Tonga · 
Trinidad en Tobago · 
Tsjechië · 
Tunesië · 
Turkije · 
Turkmenistan · 
Uruguay · 
Venezuela · 
Verenigde Arabische Emiraten · 
Verenigde Staten · 
Vietnam · 
Zimbabwe · 
Zuid-Afrika · 
Zuid-Korea · 
Zweden · 
Zwitserland
Paralympisch Vluchtelingen Team